# Chapelle archiépiscopale (Ravenne)
La Chapelle archiépiscopale est un élément paléochrétien du palais épiscopal de Ravenne, Italie. Elle est connue pour son ensemble de mosaïques du VIe siècle et inscrite, avec d'autres monuments de Ravenne, sur la liste du patrimoine mondial.
L'accès à la chapelle se fait par le musée archiépiscopal de Ravenne.

## Histoire
La Chapelle archiépiscopale était l'oratoire privé des évêques trinitaires (i.e. anti-ariens) au début du VIe siècle. Bien qu'attribuée communément à saint Pierre Chrysologue, archevêque de Ravenne de 433 à 450, elle fut en réalité construite par l'archevêque Pierre II peu de temps après le début de son ministère.

## Description
Cette petite chapelle en forme de croix grecque est actuellement dédiée à saint André ; au commencement, elle fut consacrée au Christ Sauveur, comme le montre un motif au-dessus de la porte du vestibule, représentant le Christ comme un guerrier. 
Les parties inférieures sont garnies de panneaux de marbre, cependant que le reste des parois était décoré de mosaïques somptueuses évoquant une tapisserie. Quelques fragments en sont conservés, et le reste a été remplacé par des fresques de Luca Longhi au XVIe siècle. La voûte est décorée de médaillons représentant le christ et les apôtres. Au centre, le motif du Chi (X) et du Rho (P) est supporté par quatre anges entre les êtres symboliques des quatre évangélistes. La voûte en cul-de-four de l'abside est décorée de la croix du Christ sur fond bleu avec un champ d'étoiles.    
La chapelle est importante sur le plan du patrimoine, car elle est le seul oratoire paléo-chrétien privé qui subsiste aujourd'hui. On doit noter aussi le caractère explicitement anti-arien du symbolisme de sa décoration.

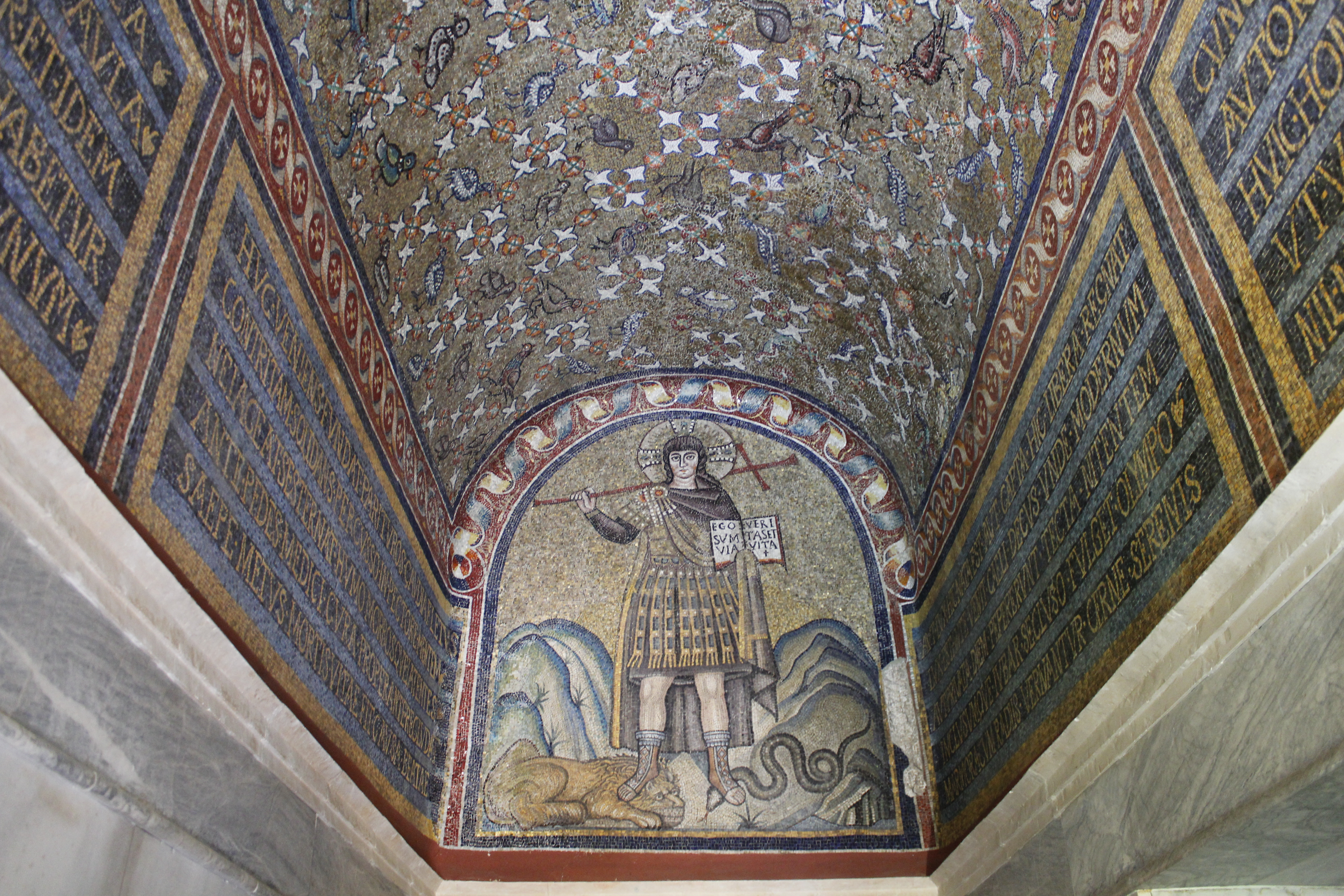
Mosaïque du vestibule représentant le Christ guerrier : « Ego sum via, veritas et vita. »
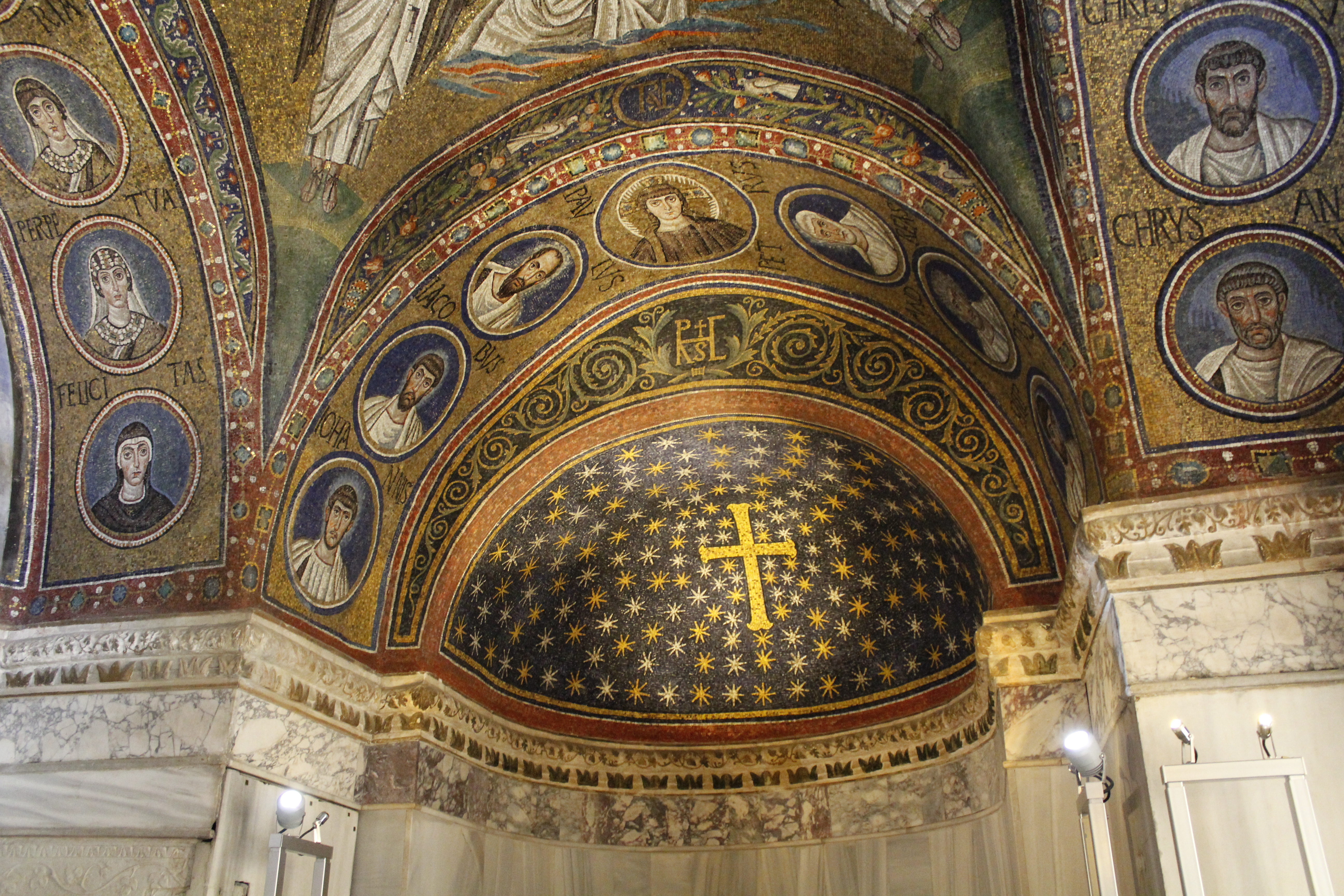
Abside.
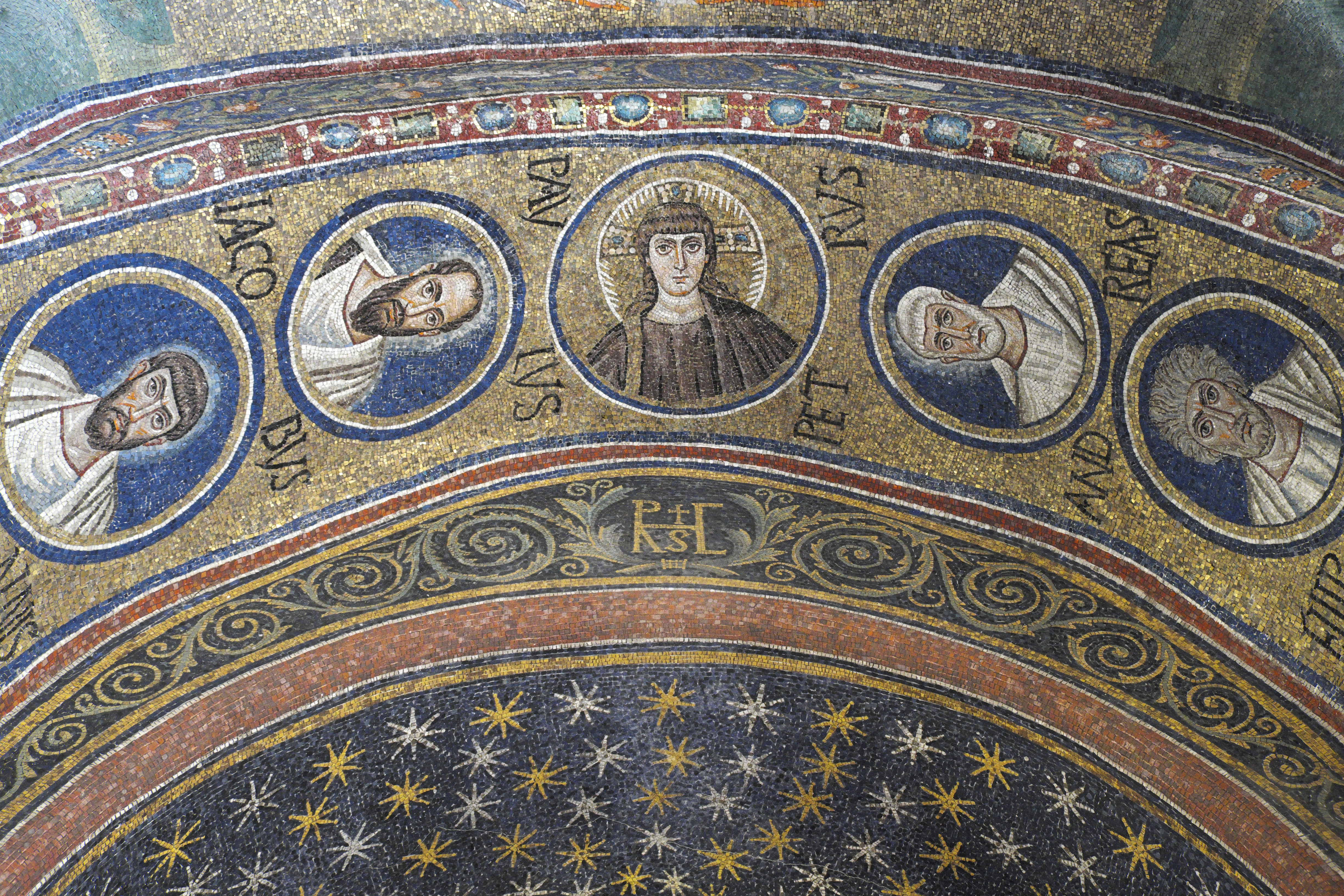
Médaillons de l'arche surmontant l'abside.
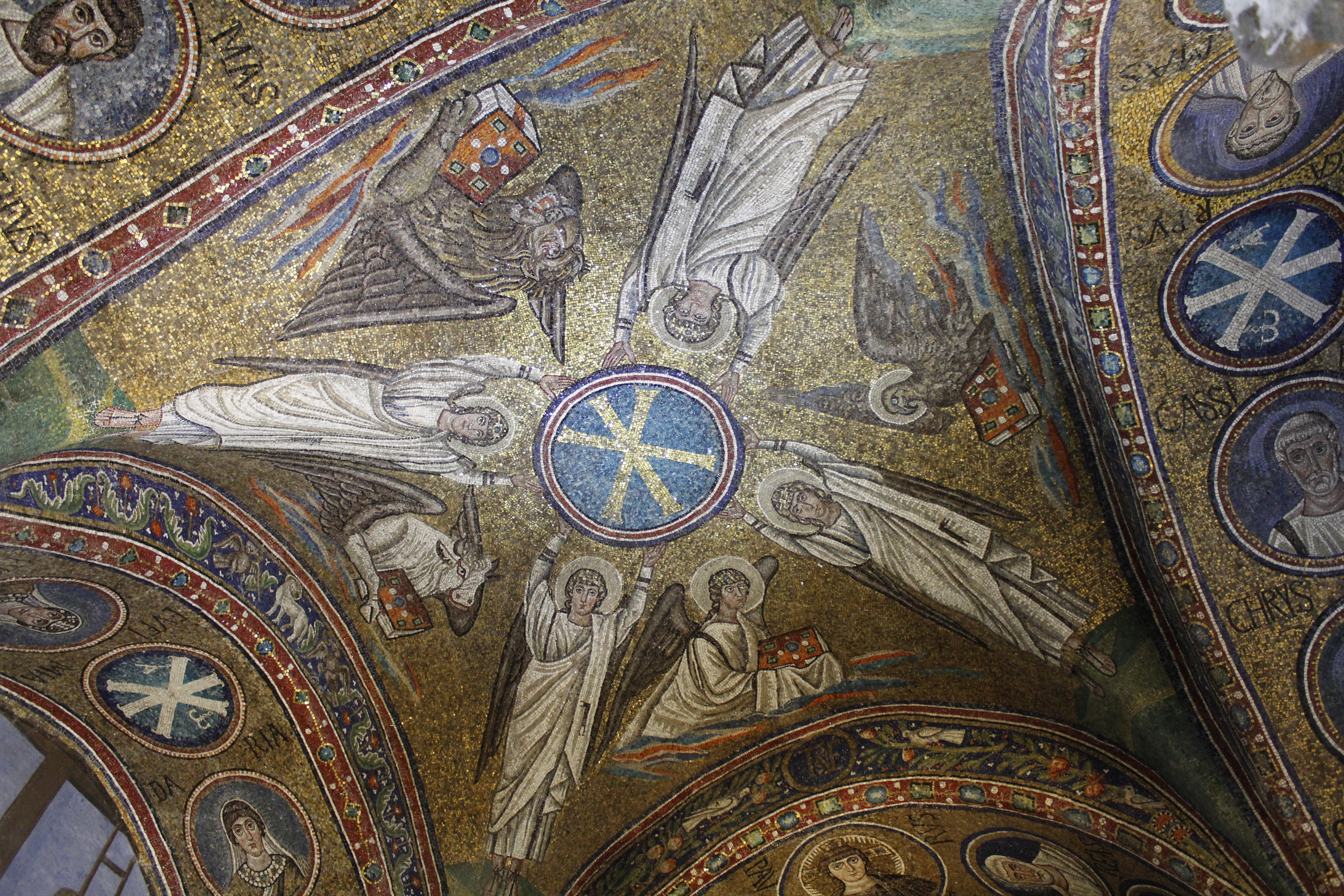
La voûte.
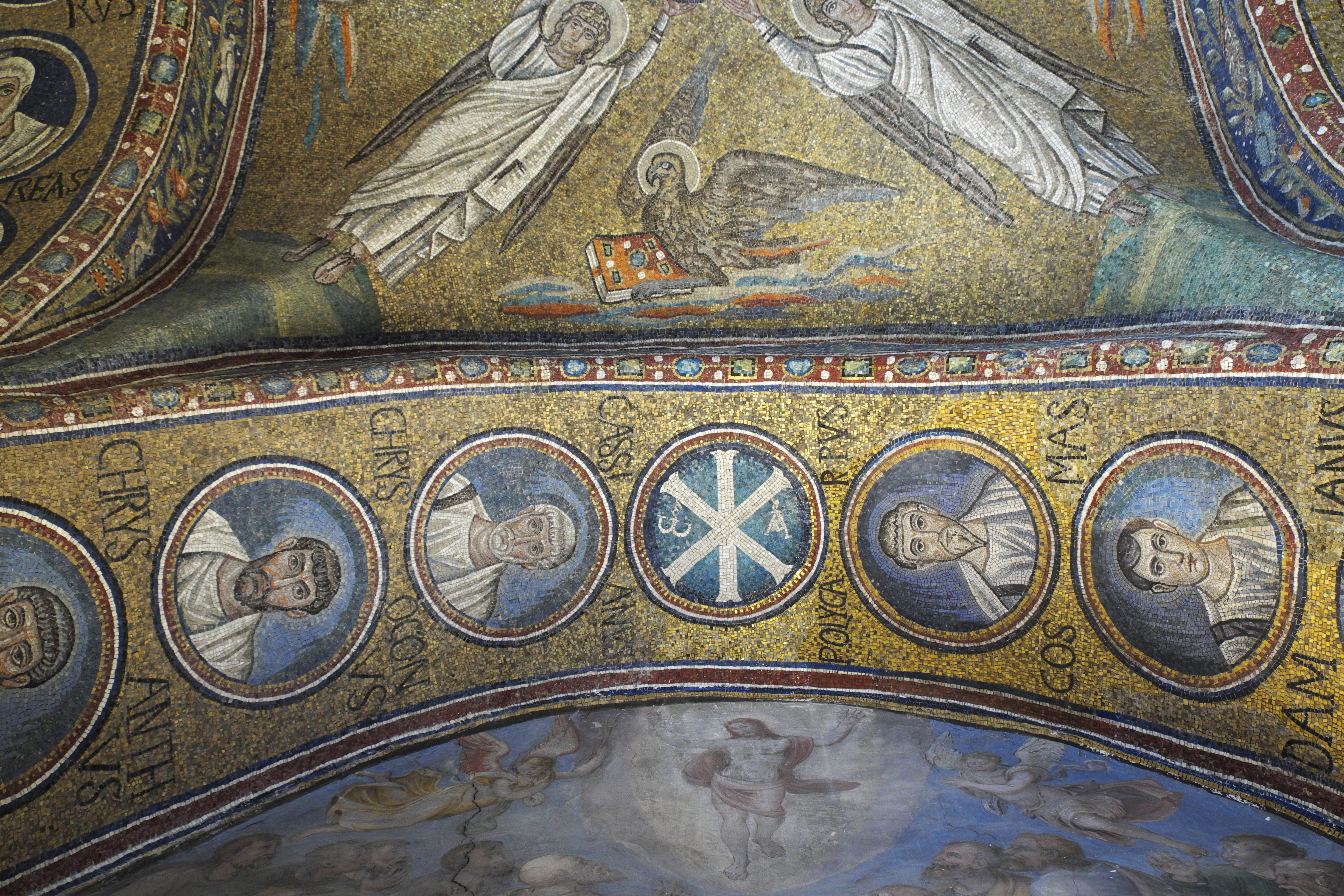
Médaillons de l'une des arches.
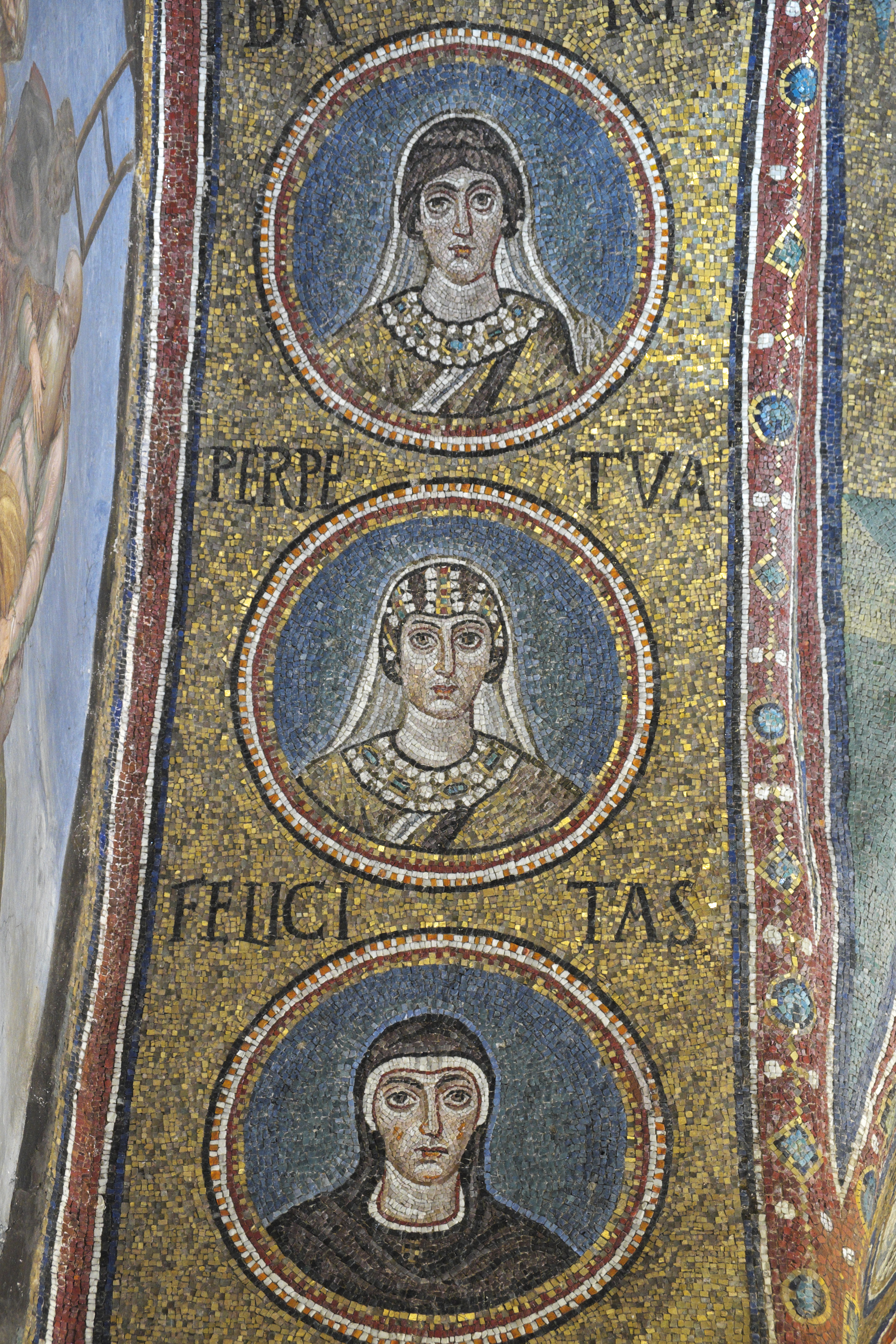
Médaillons d'une autre arche.